# Вергінська зірка

Вергінська зірка

Вергінська зірка (грец. Ήλιος της Βεργίνας) або Вергінське сонце є символом, художнім відображенням зірки, що має шістнадцять променів. Воно було знайдене в 1977 році під час археологічних розкопок в Вергіні (грец. Βεργίνα), Північна Греція, професором Манолісом Андронікосом (грец. Μανώλης Ανδρόνικος). Зірка прикрашала золоту гробницю одного з царів Стародавньої Македонії.
Андронікос описав символ як зірку, сяйво зірки чи сяйво сонця. Сам він вважав, що гробниця, де була знайдена зірка, належить Філіппу ІІ Македонському, батьку Александра Великого; на думку інших істориків це гробниця царя Філіппа ІІІ Аррідея. Її можна побачити в археологічному музеї Вергіни, недалеко від місця, де вона була знайдена. Інший варіант «зірки», що мав 12 променів, був на гробниці Олімпіади, матері Александра Македонського.

Прапор грецького регіону Македонія

Прапор Північної Македонії 1991-95 рр.

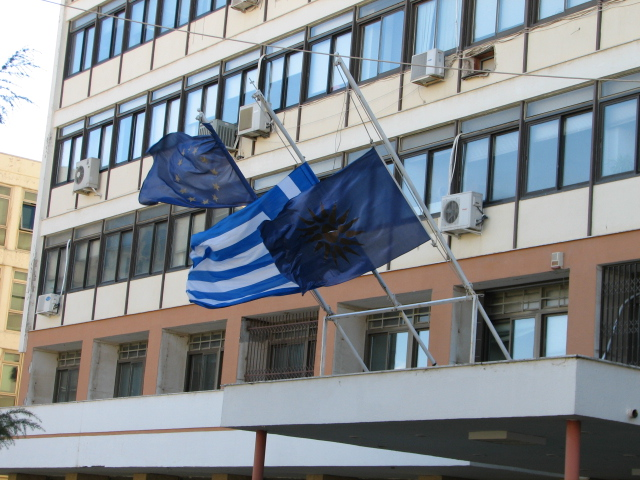
Прапор грецької Македонії в префектурі Козані

## Сучасне використання
Вергінська зірка є національним символом македонців та використовується як в Грецькій частині Македонії, так і в колишній югославській республіці (Північна Македонія), де має назву Вергінська зірка (Ѕвездата од Вергина) або Зірка з Кутлеша (Ѕвездата од Кутлеш), за слов'янським та турецьким ім'ям міста (мак. Кутлеш, тур. Kütles). Саме через використання зірки на прапорі колишньої югославської республіки мав місце конфлікт між Північною Македонією та Грецією, після якого Північна Македонія вимушена була змінити прапор.

## Тлумачення символу
Значення Вергінської зірки під питанням. Археологи сперечаються, чи є зірка символом Македонії, емблемою династії Аргеідів, релігійним символом, що представляє дванадцять богів Олімпу, чи просто декоративною прикрасою. Сам Андронікос тлумачив її як «емблему царюючої династії Македонії». хоча Євген Борза (англ. Eugene Borza) зауважував, що зірка часто зустрічалася в македонському мистецтві.
Джон Пол Адамс зауважує на доволі довге використання «зірки» як декоративний елемент в грецькому мистецтві і каже, що не можна з точністю знати, чи була вона царським символом Македонії, чи національним.
Зображення зірки з 16 та 8 променями в той час часто з'являлися на Македонських та Еллінських монетах і щитах. Також є декілька зображень Афінських гоплітів, на щитах яких також присутній цей символ. Цікаво, що до відкриття Андронікосом зірки на гробниці в 1977 році він розцінювався просто як прикраса.